# NGC 1503
NGC 1503 est une galaxie lenticulaire située dans la constellation du Réticule. NGC 1503 a été découverte par l'astronome britannique John Herschel en 1834.

## Caractéristiques
Sa vitesse par rapport au fond diffus cosmologique est de 5 799 ± 36 km/s, ce qui correspond à une distance de Hubble de 85,5 ± 6,0 Mpc (∼279 millions d'al).